# Pierre-Antoine Tillard
Pour les articles homonymes, voir Tillard.
Pierre-Antoine Tillard est un céiste français né le 19 septembre 1986.
Aux Championnats d'Europe de slalom 2018, il est médaillé de bronze en canoë biplace par équipes.